# Jean-François Clair
Pour les articles homonymes, voir Clair.
Jean-François Clair est un fonctionnaire français, inspecteur général honoraire de la Police nationale et anciennement directeur adjoint de la direction de la Surveillance du territoire (DST) de 1997 à 2007,.

## Distinctions
- Officier de la Légion d'honneur (2001)[1],[4]
- Officier de l'ordre national du Mérite[1]
- Officier de l'ordre national allemand du Mérite[1]

## Ouvrages
- Jean-François Clair, Michel Guérin et Raymond Nart, La DST sur le front de la guerre froide, Paris, Mareuil, 2022, 208 p. (ISBN 978-2-37254-266-1) ; rééd. 2024  (ISBN 978-2-37254-358-3).
- Jean-François Clair, Michel Guérin et Louis Caprioli, La DST sur le front de la lutte contre le terrorisme, Mareuil Éditions, 2024.